# Tercis-les-Bains

Tercis-les-Bains este o comună în departamentul Landes din sud-vestul Franței. În 2009 avea o populație de 1.157 de locuitori.

## Evoluția populației
| An        | 1975 | 1982 | 1990 | 1999  | 2006  | 2009  |
| --------- | ---- | ---- | ---- | ----- | ----- | ----- |
| Populație | 612  | 790  | 966  | 1.035 | 1.146 | 1.157 |